# A tőke
A tőke (eredeti címén németül Das Kapital: Kritik der politischen Ökonomie, azaz A tőke: A politikai gazdaságtan bírálata) átfogó tanulmány a politikai gazdaságtanról, amelyet Karl Marx írt, és Friedrich Engels szerkesztett. Első kötete 1867-ben jelent meg. A mű a kapitalista társadalom működésének elemzése a klasszikus közgazdaságtan bírálatán keresztül.

## A műről

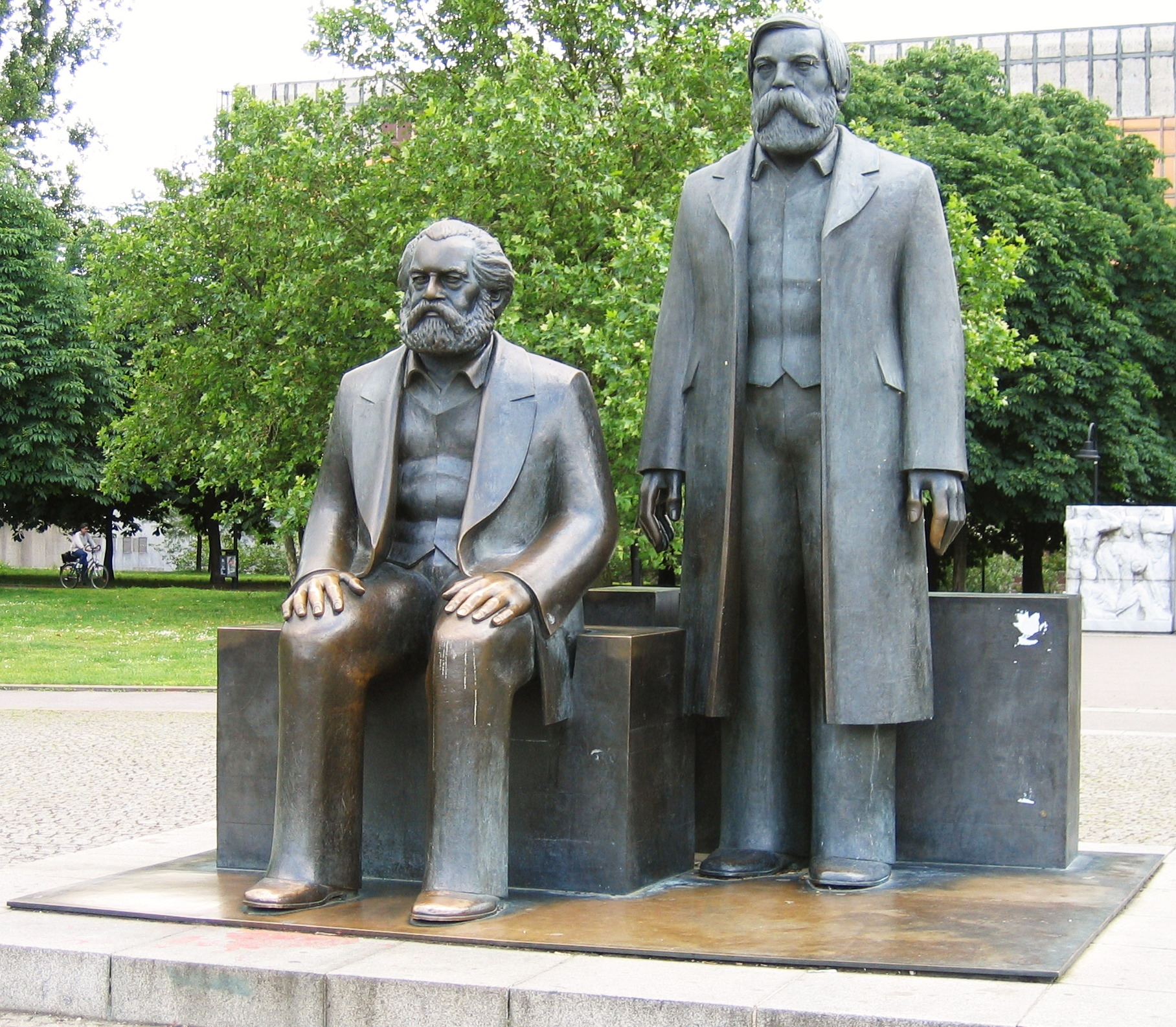
Marx és Engels szobra Berlin központjában

Marx szerint a kapitalizmus fő hajtóereje a munkaerő kizsákmányolása és a munkától való elidegenedés. Célja a profit termelése, melynek fedezetét a munkások megfizetetlen munkaerejéből biztosítja. A tőkések kezében vannak a termelési eszközök, melyeket az állam biztosít számukra. A munkások azáltal, hogy termékeket állítanak elő, folyamatosan újratermelik a kapitalizmust.
Bár Marxot foglalkoztatták a tőkés társadalom szociális problémái, műve nem annyira egy etikai értekezés, hanem sokkal inkább a kapitalizmus alapvető törvényeinek feltárása, annak eredetének és jövőjének vizsgálata. Célja az volt, hogy felfedje, milyen célokat szolgál az eredeti tőkefelhalmozás, a bérmunka növekedése, a tőkekoncentráció, a bankrendszer, mi a profitráta csökkenésének alapja.
Marx az árut a tőkés társadalom alapkövének tekinti - olyan dolognak, amely mások számára hasznos lehet, de értéket képvisel a piacon az eladója számára is. Mivel a kereskedelmi ügyleteknek nincs erkölcsi töltete, a piacok növekedésével a társadalomban fokozatosan kettéválik a gazdasági és az erkölcsi-jogi szféra: a szubjektív erkölcsi érték válik ki az objektív gazdasági értékből. A politikai gazdaságtan, amelyet eredetileg a javak egyenlő elosztásának egyfajta morális tudományának gondoltak, nyitott utat a gazdaságtudományok, a jog, és az etika elkülönülésének.
Marx úgy vélte, a közgazdászoknak a kapitalizmust új, objektív módon kell vizsgálniuk, ugyanis a történelmi fejlődés során a pénzt megszabadították korábbi vallási és politikai töltetétől (helyettesítve azt az árufetisizmussal). Marx azt is kimondja, hogy a társadalmi termelési módok fejlődése történelmi koronként változó. A gazdaság fejlődése olyan hirtelen és gyors volt, hogy mindennemű irányítás és kontroll nélkül hozta létre szociális kapcsolatok hatalmas, egész világra kiterjedő hálóját. A társadalom fejlődését tehát a gazdaság fejlődése határozta meg, már jóval azelőtt, hogy az emberek megtanulták volna kezelni a hatalmas termelőerőket.
A tőke az osztályellentétek hangsúlyozása helyett a strukturális ellentmondásokra helyezi a hangsúlyt. A legfőbb ellentmondás a munka kettős jellegéből adódik, nem a tőkések és a munkások szembenállásából. Az ellentmondások, ráadásul, a tőkések és a munkások „háta mögött” zajlanak, tevékenységük eredményeként, felismerésükre azonban képtelenek.
A mű nem buzdít forradalomra (a munkásosztálynak és annak vezetőinek segédletével), hanem egy lehetséges forradalomra, a tőkés rend ismétlődően visszatérő válságaira hívja fel a figyelmet. Mint a Kommunista kiáltványban írta, ez az elmélet fegyver, melyet maguk a tőkések faragtak, s a munkások fognak ellenük fordítani. A válságok forrásának Marx az áru kettős természetét nevezte meg, amely a tőkés társadalom építőköve. Műve jelentős része bírálat, melyben kortársai elméleteinek mutatja meg hibáit, hiányosságait, és ezeken keresztül vázolja fel saját magyarázatát.
Marx szerint a kapitalizmusban a technológiai fejlesztések és a növekvő munkatermelékenységi szint megnöveli az anyagi jólétet (vagy a használati értéket), miközben ezzel egyidejűleg csökken ennek a gazdagságnak az értéke. Ezáltal csökken a profitráta, és ez vezet a kapitalizmus válságához: szegénység a bőség közepette, azaz túltermelés és alulfogyasztás egyszerre.

## Kiadás
Az 1859-es A politikai gazdaságtan bírálatához című bossúra után a Londonban élő Marx folytatta közgazdaságtani kutatásait. 1860-tól a British Museum olvasótermeit látogatta. 1861 és 1863 között több mint 1500 oldalt írt. Végül A politikai gazdaságtan bírálatához. Második kötet címet lecserélte A tőkére, és önálló könyv született.
A háromkötetesre tervezett mű első kötete 1867-ben jelent meg az Otto Meissner kiadónál németül. A mű töredékes maradt, mivel a másik két kötet az életéből hátralévő 16 év alatt sem készült el, ami Marx elbizonytalanodását jelzi. Marx életének vége felé, 1881-ben Karl Kautsky felvetette neki, hogy szükség volna művei teljes kiadására, mire így válaszolt: „Először is meg kéne írni őket.”
A második és harmadik kötetet barátja és szerzőtársa, Friedrich Engels szerkesztette sajtó alá halála után a fennmaradt kéziratokból; ezek 1885-ben és 1894-ben jelentek meg. Egyesek ezért azzal vádolják Engelst, hogy eltorzította Marx gondolatait.
Külföldön legelőször 1872-ben jelent meg Oroszországban. Bár az orosz cenzúra úgy vélte, hogy a szocialista és a kommunista eszmék terjesztése káros, mégis engedélyezték, mert szerintük Marx tudományos elmélete nem állja meg a helyét egy olyan országban, ahol sosem volt kapitalista kizsákmányolás. Egy cenzor egészen odáig elment, hogy mivel nagyon kevesen tudnak olvasni Oroszországban, így ki lehet adni, mert úgysem fogják sokan megérteni. Ennek ellenére az első kiadás alig egy év alatt elfogyott. Angolul Marx halála után, 1887-ben adták ki.

## Hatások
Marx a klasszikus közgazdászok: Adam Smith, David Ricardo, John Stuart Mill és Benjamin Franklin munkájára alapozott, bár egyikük irányzatát sem követte, inkább átdolgozta azokat. A műben felfedezhetőek még Hegel dialektikájának hatásai, és francia szocialisták tézisei is. Számos ponton találunk hivatkozást Arisztotelészre is.

## Kötetek
A mű három kötetben jelent meg.

### A tőke termelési folyamata(1867)

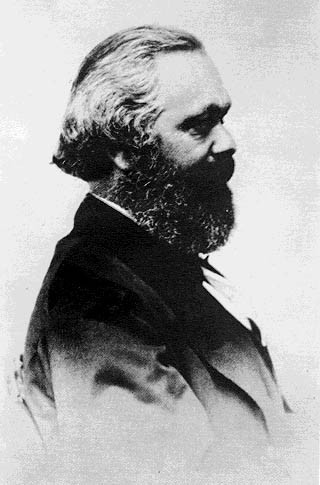
Marx A tőke első kötetének megjelenése idején

Az első kötet kiadási dátuma 1867. szeptember 14. A mű tárgya azon törvényszerűségek feltárása, melyek a kapitalista termelési mód mögött állnak, s annak megmagyarázása, miként következik az osztályellentétek kialakulása a termelési módokból. Először olyan alapfogalmakat tisztáz, mint az áru, érték, csereérték, valamint a pénz. Majd miután ezt tisztázta, felvázolja, hogyan alakul át a pénz tőkévé. A pénz tőkévé alakulása során szükségszerűen találkozik a tőkés (akinek tulajdonában vannak a termelési eszközök) és a munkás (akinek csak a munkaereje a sajátja, amit kénytelen áruba bocsátani, a tőkések részére). Az árunak azonban azáltal keletkezik értéke, hogy a munkás, munkája által, többletet helyez bele. A tőkésnek épp az az érdeke, hogy értéktöbblet keletkezzék, hiszen így tud szert tenni profitra. Marx kétféle értéktöbblet termelését ismerteti: az abszolút értéktöbblet, amely azáltal keletkezik, hogy a munkások munkanapját megnöveli; s a relatív értéktöbblet, amelynek forrása a munkások termelékenységének megnövelése (kooperációban, gépesített nagyiparban, manufaktúrákban). A kétfajta értéktöbblet jelentkezhet akár egyidejűleg is.
A munkásokat elvégzett munkájukért meg kell fizetni, erre szolgál a munkabér. A munkabér megállapítása azonban önkényes, mert a munkát nem termelőértékén fizetik meg, hanem a profitot, amelyet valójában a munkás termelt meg saját termelőerejével, a tőkés teszi zsebre. A profit halmozódása vezet el az eredeti tőkefelhalmozódáshoz, mely a kapitalista társadalom egyik fő célja, ugyanakkor válságának fő okozója is: az ismétlődően bekövetkező gazdasági válságok oka a profitráta csökkenése.
Marx konklúzióként vonja le, hogy a munkásoknak a valóságban nincsen magántulajdona, egyedül a munkaerejük a sajátjuk, mellyel szabadon rendelkezhetnek. A klasszikus magántulajdont felváltotta a tőkés magántulajdon, mely a kizsákmányolás alapja. A tőkésnek, hogy profitot tudjon termelni, ki kell zsákmányolnia a munkást. Minél inkább terjeszkedik a kapitalizmus, annál több munkásra lesz szüksége. Mindez forradalomhoz vezethet, melynek végén a munkások visszaveszik a tőkéstől azt az értéket, amit elvett tőlük. Marx szerint azonban nem szükséges visszatérni a magántulajdonhoz, helyette a személyi tulajdont kell bevezetni, mely bír a kapitalizmusból származó előnyökkel is - alapja pedig az együttműködés, és a termelési eszközök birtokában a közösen végzett munka. Így alakulna át a tőkés magántulajdon társadalmi tulajdonná is.

### A tőke forgalmi folyamata(1885)
Ezt a könyvet már Marx halála után rendezte sajtó alá Engels. A mű három, jól elkülöníthető szakaszra tagozódik. Az első szakasz (A tőke metamorfózisai és körforgásuk) külön foglalkozik az árutőke, a pénztőke, és a termelőtőke körforgásával, valamint a forgalmi idővel és a forgalmi költségekkel. A második szakasz (A tőke megtérülése) foglalkozik, egyebek mellett, az állótőkével és a forgótőkével, a megtérülési idővel, és az értéktöbblet fogalmával. Itt már nem annyira a gyártulajdonosok és a munkavállalók a főszereplők, hanem a pénz birtokosa (a pénz kölcsönzője), valamint a vállalkozók, kereskedők, tehát akik a klasszikus értelemben vett tőkésként viselkednek. Ráadásul a munkások mint fogyasztási cikkek vásárlói jelennek meg ebben a részben, s a hangsúly azon van, hogy ehhez mennyiben bocsátják áruba a munkaerejüket, s kevésbé az értéktöbblet-termelésen. Voltaképpen ezen második könyv második szakaszának az ismerete kulcsfontosságú ahhoz, hogy tisztán lássuk Marx elméletét, ez fogja össze ugyanis az egészet. A harmadik szakasz (A társadalmi össztőke újratermelése és fogalma) az egész társadalomra nézve mutatja meg a tőke forgalmi folyamatát. Ez a szakasz képezte később több marxista gondolkodó, mindenekelőtt Rosa Luxemburg számára a kiindulási pontot.

### A tőkés termelés összfolyamata(1894)
Ez a könyv hét nagyobb egységre bontható. Felvázolja az értéktöbblet és az értéktöbbletráta átalakulását profittá illetve profitrátává, majd a profit átváltozását átlagprofittá. Ezt követően ismerteti a profitráta süllyedő tendenciájának törvényét, majd a kereskedelmi tőke mibenlétét. Szót ejt a kamatozó tőkéről, az extraprofit földjáradékká átváltozásáról, majd végül a jövedelmekről és forrásaikról.
A mű legismertebb része a profitráta csökkenésének tézise, mely szerint minél fejlettebb lesz a termelési mód, annál inkább csökken a profitráta. Az ortodox marxisták (és általában véve a kommunisták) álláspontja az, hogy ez a törvény a kapitalizmus szükségszerű bukásához vezet, a különféle ellentmondások és a periodikusan bekövetkező válságok pedig oda vezetnek, hogy a kapitalizmus meghaladottá válik, és egy újfajta termelési módnak kell a helyébe lépnie, ahogyan ez a történelem során már többször megtörtént.

### Értéktöbblet-elméletek
Marx tervbe vette, hogy elkészíti A tőke negyedik kötetét is, melynek tárgya a 19. századi értéktöbblet-elméletek kritikája lett volna. Halála után azonban csak töredékes kéziratok maradtak hátra, melyeket Karl Kautsky rendezett egységes szerkezetbe: ez lett a háromkötetes Értéktöbblet-elméletek.

## Utóélete
Karl Marx 1867-ben jelentette meg németül A tőke első kötetét, azonban a korabeli gazdasági és tudományos elmaradottság miatt német nyelvterületen visszhangtalan maradt. Az 1870-es években sorra jelentek meg William  Stanley  Jevons (1871), Carl Menger (1871) és Léon Walras (1874) művei, ezzel elkezdődött az ún. „marginalista forradalom”, amely gazdasági mennyiségek alakulásának matematikai határelemzését végezte feltételezett egyensúlyi helyzetek közelében, és ebből állapított meg törvényszerűségeket. A közgazdaságtan pozitív tudomány lett, amely a módszertani individualizmus talaján áll és értékelméletek helyett árelméleteket alkot. A tőke I. kötetének angol fordítása 1887-ben jelent. Alfred  Marshall A  közgazdaságtan  alapelvei című  műve három évvel később, 1890-ban, és ezzel a könyvvel a marginalizmus mint neoklasszikus közgazdaságtan uralkodóvá vált. Marx művét a közgazdászok besorolták a klasszikus közgazdaságtan művei közé és mint ilyet tudományosan túlhaladottnak tekintették. 
A tőke azonban nem pozitív közgazdaságtani mű, hanem a klasszikus közgazdaságtan bírálata. Hegeli hatásra a kulcsfogalmak történeti jellegűek, a lényeg és a jelenség, a tartalom és a forma kettőssége valamint a tartalom közvetítettsége és az ellentmondásosság feltárása központi szerepet játszik Marx dialektikus módszerében. A filozófiai ihletettségű mű legalább annyira szociológiai, mint közgazdaságtani.
Az 1917-es októberi orosz forradalom után hamar kiderült, hogy A tőke nem receptgyűjtemény egy kommunista társadalom létrehozásához, hanem a kapitalista társadalom elemzése, ezért az új politikai viszonyok között a gyakorlatban használhatatlan – illetve ha mégis használható, akkor a szovjet társadalom is kapitalista vonásokat mutat. Így aztán pusztán hivatkozási alap maradt, a szovjet közgazdászok munkái pedig a NEP után bevezetett tervgazdaság igényeit szolgálták ki és politikai-ideológiai kényszereknek engedelmeskedtek.
A kapitalista körülmények között továbbfejlődő marxista közgazdaságtan bizonyos marxi felvetéseket próbált matematikai formulákba önteni és pozitív eszközökkel igazolni a modern közgazdaságtan módszertani individualista előfeltevései nélkül – egyenlőtlenségek fennmaradása, válságelmélet, szükségszerű összeomlás illetve elmaradásának magyarázata – kiegészítve azokat a kapitalizmusban is egyre nagyobb teret nyerő gazdasági tervezés problémáival.

## Magyarul
- Tőke és munka. Népszerű kivonat Marx Károly Das Kapital czímű korszakalkotó munkájából. Marx életrajzával; Budapesti Könyvny., Bp., 1893 (Magyar munkáskönyvtár)
- A tőke. A közgazdaságtan bírálata, 1-2.; ford. Guth Antal; Fischer, Bécs-Wien, 1921
- A tőke. A közgazdaságtan bírálata. I. könyv, 1-4.; sajtó alá rend. Friedrich Engels, ford. Nagy Gábor, előszó Jeszenszky Erik; Mentor, Bp., 1934-1937
- A tőke politikai gazdaságtan bírálata. I. köt. 1. könyv, A tőke termelőfolyamata; ford. Rudas László, Nagy Tamás; Szikra, Bp., 1948
- A tőke politikai gazdaságtan bírálata. 2. köt. 2. könyv, A tőke forgalmi folyamata; ford. Nagy Tamás; Szikra, Bp., 1953
- A tőke. A politikai gazdaságtan bírálata. 3. köt. 3. könyv, A tőkés termelés összfolyamata; ford. Nagy Tamás; Szikra, Bp., 1952
- A közvetlen termelési folyamat eredményei. A tőke kiadatlan hatodik fejezete; utószó Török Hilda, ford. Glavina Zsuzsa, Lissauer Zoltán; Kossuth, Bp., 1988 (Források)